# 개리 (새)

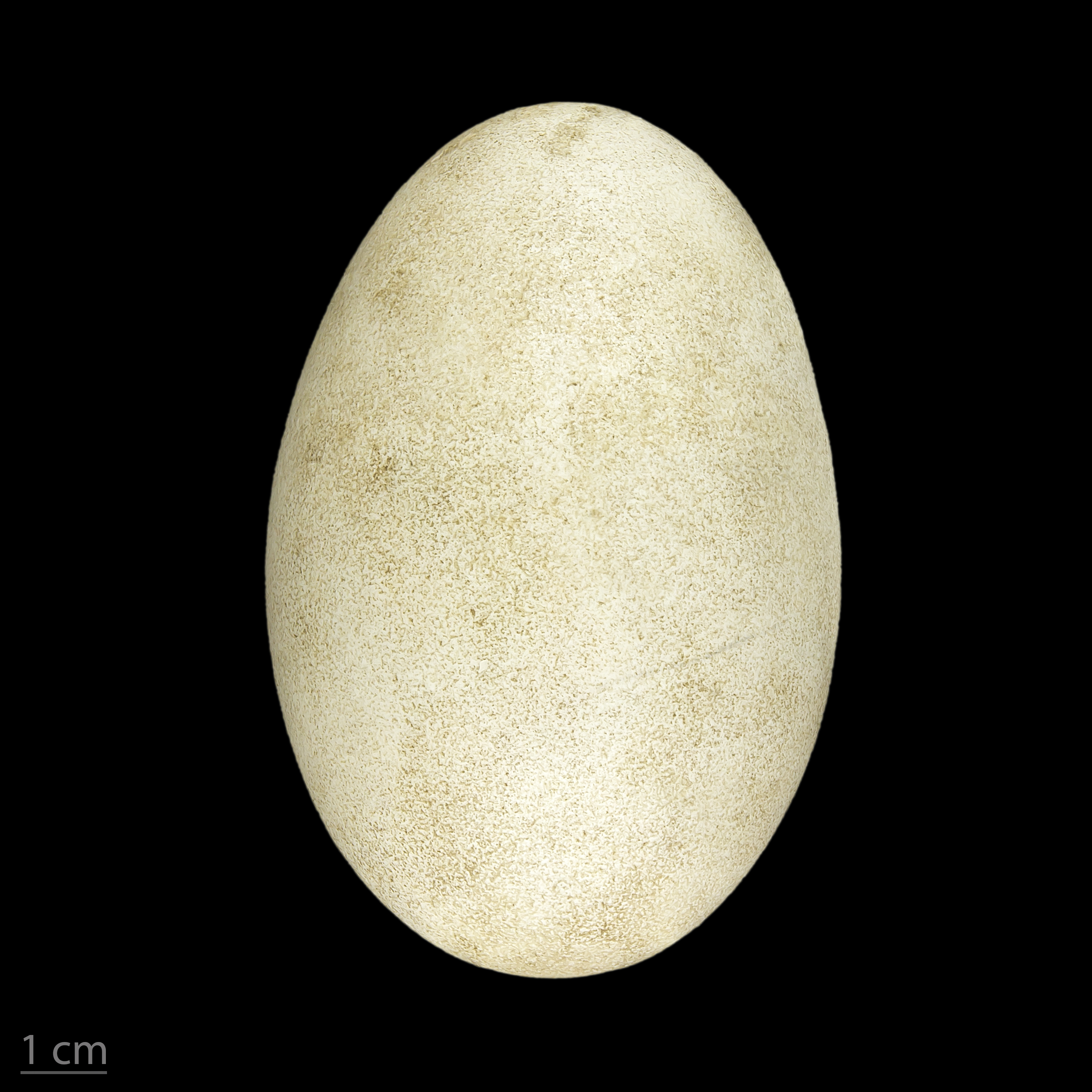
Anser cygnoides

개리는 기러기목 오리과에 속하는 조류로 매우 드문 겨울철새 또는 나그네새이다. 몸길이 약 81~94cm이며, 암수의 형태가 유사하다. 부리는 검은색, 다리는 주황색이며, 이마에서 뒷목은 밤색, 뺨과 앞목은 옅은 갈색이고 경계가 뚜렷하다. 가슴과 배는 갈색, 등과 날개 윗면은 암갈색, 아래꼬리덮깃은 흰색이다. 어린 새의 경우 부리 기부의 흰 띠가 없다. 가금화된 거위의 야생종(원종)이다.
호수, 논, 초습지, 소택지, 간척지, 갯벌에 서식하며, 수생식물이나 육상 식물의 잎, 조류(藻類), 조개류 따위를 먹는다. 강이나 하천 등지의 땅 위의 움푹 파인 곳에 마른 풀 줄기를 깔아 둥지를 만들며, 6월경에 4~6개의 알을 낳고 28~30일간 포란한다.
러시아 극동, 중국 동북부, 중국 흑룡강성, 몽골, 사할린 북부지역에서 번식하며, 한국, 중국 양쯔강, 대만, 일본에서 월동한다. 국내에는 임진강과 한강 하류지역이 월동 이동시기 최대 중간 기착지이며, 금강 하구, 서천 갯벌, 영산강 유역, 낙동강 하구, 주남저수지 등 제한된 도래지에서 소수가 월동한다.
대한민국에서는 1982년 11월 16일 흑기러기와 함께 천연기념물 제325호로 지정되었지만, 2005년 조류의 분류체계를 따라 독립된 세부 번호를 부여해 개리는 천연기념물 제325-1호, 흑기러기는 천연기념물 제325-2호로 수정되었다. 또한, 개리는 현재 멸종위기 야생생물 Ⅱ급으로 지정되어 있다.